# Jean Radvanyi

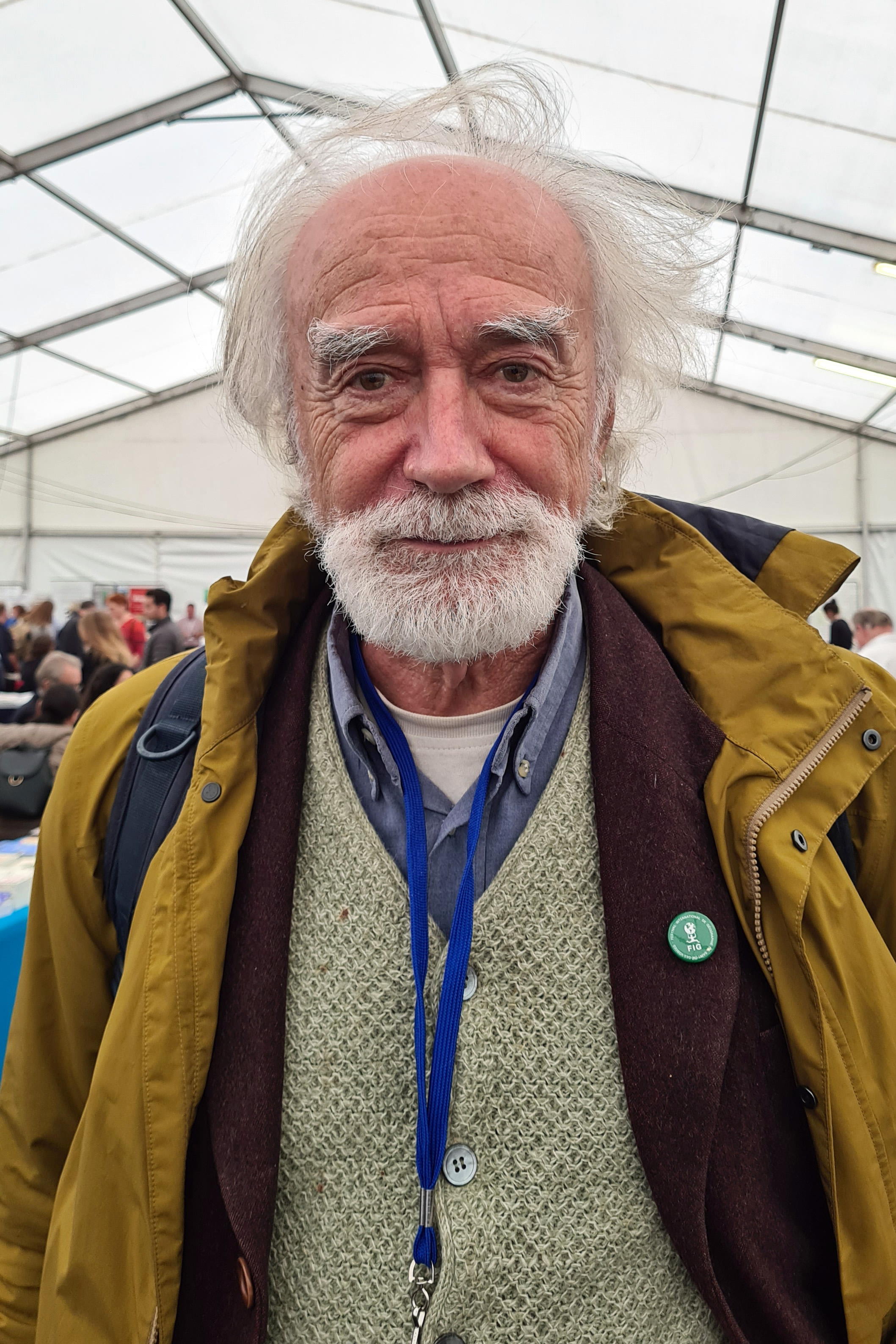
Jean Radvanyi (2022)

Jean Radvanyi (ur. 1949) – francuski historyk, sowietolog. 
Jest profesorem w Institut national des Langues et Civilisations orientales. Zajmuje się Kaukazem, Rosją i przestrzenią państw postradzieckich.

## Wybrane publikacje
- Regards de l'Observatoire franco-russe, Le Cherche midi, 2014 - coordination de la cartographie
- Retour d'une autre Russie. Une plongée dans le pays de Poutine, Lormont, Le Bord de l'eau, 2013
- Caucase : le grand jeu des influences, Éditions du Cygne, 2011
- Atlas géopolitique du Caucase, Autrement, 2010 - en collaboration avec Nicolas Beroutchachvili
- Post-sovietskie Gosudartsva, Moscou Nota Bene, 2007 (en russe), direction de l'ouvrage
- Atlas du Monde diplomatique, Armand Colin, 2006-2009 - codirecteur de l'ouvrage
- La Russie entre deux mondes, La Documentation photographique, La Documentation française, 2005, en collaboration avec Gérard Wild
- La Nouvelle Russie, Armand Colin, 1995-1999-2004-2006-2010 ISBN 2-200-25102-5
- Les États postsoviétiques, Armand Colin, 2004, seconde édition, directeur de l'ouvrage réalisé par l'Observatoire des États postsoviétiques
- Les 100 portes de la Russie. Editions de l'Atelier, 1999, en collaboration avec Alexis Berelowitch
- De l'URSS à la CEI, 12 Etats en quête d'identité, Ellipses, 1997 - direction de l'ouvrage
- Atlas géopolitique informatique du Caucase, Publications Langues’O, 1996, en collaboration avec Nicolas Beroutchachvili
- Le Cinéma arménien, Centre Georges Pompidou, 1993
- Le Cinéma d'Asie centrale soviétique, Centre Georges Pompidou, 1991
- L’URSS, régions et nations, Masson, 1990
- Le Cinéma géorgien, Coll. Cinéma/Pluriel, Paris, Centre Georges Pompidou, 1988
- Le Géant aux paradoxes, Éditions sociales, 1982

## Publikacje w języku polskim
- Przedmowa [w:] Giampaolo R. Capisani, Nowe państwa Azji Środkowej, Warszawa: Dialog 2004.
- Skąd tak wielka popularność prezydenta?, tł. Magdalena Kowalska, "Monde Diplomatique" 2008, nr 3, s. 8-9.
- Władywostok, Pikalewo - rosyjskie miasta ogarnia społeczna gorączka: kryzys widziany z Rosji, tł. Agata Łukomska, "Monde Diplomatique" 2009, nr 12, s. 8-9.
- Czy Rosja dysponuje środkami na miarę swoich ambicji? Do Azji zamiast na Zachód, tł. Agata Łukomska, "Monde Diplomatique" 2014, nr 5, s. 8-10.